# 谷川牧場
有限会社谷川牧場（たにかわぼくじょう）は、北海道浦河郡浦河町西幌別に所在する、競走馬（サラブレッド）の生産、育成を行う牧場である。
日本中央競馬会 (JRA) に登録する馬主でもある。勝負服の柄は緑、赤一文字で、冠名には「キャニオン」を用いる。

## 歴史
1896年に福井県から入植した谷川弥吉によって礎が築かれ、1912年に正式に創業した老舗牧場。軽種馬の専業牧場となったのは1950年代からである。主な生産馬には1973年の東京優駿など八大競走を3勝し、ハイセイコーの宿敵として名を馳せたタケホープがいる。
1966年からは五冠馬シンザンが種牡馬として繋養されていた。1981年にはシンザンの子で生産馬のミナガワマンナが菊花賞を制覇している。シンザンの代表産駒ミホシンザンも現役引退後は父と同じく谷川牧場で種牡馬生活を送った。シンザンの17回忌にあたる2012年7月13日に谷川牧場内にシンザンの墓碑が完成し、お披露目された。
2011年にはなだらかな斜面が続く放牧地を新たに取得し、その地で育成された世代からは、インカンテーション・ファンディーナといった活躍馬が出ている。

## 代表者
現代表は谷川貴英。先代は5期20年に渡って浦河町長を務めた谷川弘一郎。

## 主な生産馬
※グレード制導入前は八大競走優勝馬、導入後は重賞勝ち馬を記載。括弧内は当該馬の優勝重賞競走、太字はGI級競走。
- タケフブキ（1972年優駿牝馬）[7]
- タケホープ（1973年東京優駿、菊花賞、1974年アメリカジョッキークラブカップ、天皇賞（春））[8]
- ミナガワマンナ（1981年菊花賞、1982年アルゼンチン共和国杯、1983年アルゼンチン共和国杯）[9]
- トップコート（1988年中京記念）[10]
- メモリーバイス（1989年新潟大賞典）[11]
- チョウカイキャロル（1994年優駿牝馬、1995年中京記念）[12]
- メモリージャスパー（1994年阪神牝馬特別）[13]
- ダイワデュール（2003年東京ハイジャンプ）[14]
- メモリーキアヌ（2004年愛知杯）[15]
- タガノゲルニカ（2006年平安ステークス）[16]
- サクセスブロッケン（2008年ジャパンダートダービー、2009年フェブラリーステークス、東京大賞典）[17]
- インカンテーション（2013年レパードステークス、2014年みやこステークス、2015年平安ステークス、2017年マーチステークス、白山大賞典、武蔵野ステークス）[18]
- フクノドリーム（2013年エーデルワイス賞）
- ファンディーナ（2017年フラワーカップ）[19]
- ニシノデイジー（2018年札幌2歳ステークス、東京スポーツ杯2歳ステークス、2022年中山大障害、2024年中山大障害）
- モズナガレボシ（2021年小倉記念）
- ナムラクレア（2021年小倉2歳ステークス、2022年函館スプリントステークス、2023年シルクロードステークス、キーンランドカップ、2024年阪神カップ）[20]
- ブレークアップ（2022年アルゼンチン共和国杯）[21]
- ファントムシーフ（2023年共同通信杯）[22]
- ディスペランツァ（2024年アーリントンカップ）
- ブライアンセンス（2025年マーチステークス）

## 主な所有馬
- ウラカワチェリー（1978年北九州記念、阪神牝馬特別）
- トップコート
- ストロングパワー（1991年プロキオンステークス[注 1]
- キャニオンロマン（谷川弘一郎名義[注 2]。1997年京浜盃、黒潮盃、羽田盃、1999年フロンティアスプリント盃）